# Stadtmuseum Bad Radkersburg

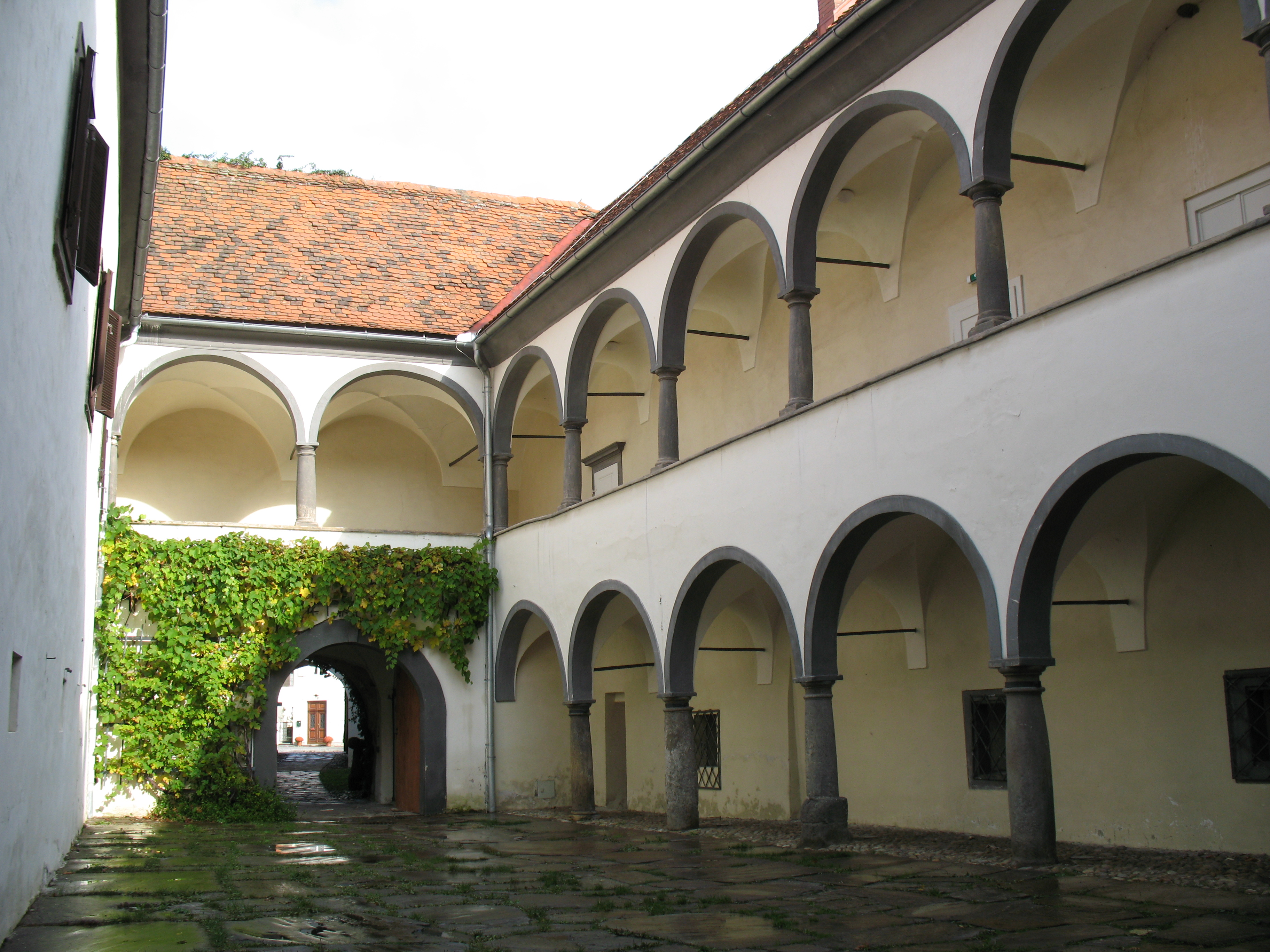
Innenhof mit toskanischen Säulenarkaden

Das Museum im alten Zeughaus ist das Stadtmuseum in Bad Radkersburg in der Steiermark. Das Zeughaus steht unter Denkmalschutz.

## Zeughaus
Das Zeughaus wurde im Jahre 1588 mit dem Baumeister Karl Marbl zeitgleich mit einem Provianthaus errichtet. Die beiden Gebäude waren über Höfe baulich verbunden. Im Innenhof zeigen sich über zwei Geschoße toskanische Säulenarkaden. 1639 erfolgte ein Umbau mit Pietro Valnegro. Das Rustikaportal ist aus dem 17. Jahrhundert. Die Hauptfassade mit zwei seitlichen 3/8-Erkervorbauten wurde 1798 neu gestaltet und das Zeughausgebäude erneuert.

## Museum
Seit 1935 ist die Stadtgemeinde Bad Radkersburg Trägerin eines Museums. Zunächst im Rathaus präsentiert, wurden die Objekte ab 1941 im Haus Hauptplatz Nr. 10 gezeigt. Nachdem diese die Kriegswirren überraschend gut überstanden hatten, präsentierte die Stadt die Museumssammlung bereits 1948 in einer provisorischen Ausstellung im sogenannten Kindergartenturm. Der kulturhistorische Wert der Objekte weckte beim damaligen Landeskonservator Dr. Gebhard Frodl große Aufmerksamkeit. Dieser unterstützte auch Radkersburg auf dem Weg zur Neueröffnung des Museums 1955 in den Räumen des ehemaligen Zeughauses der steirischen Landstände.
Das Zeughaus der Stadt Radkersburg war gemeinsam mit dem landschaftlichen Provianthaus nach Plänen des Festungsbaumeisters Francesco Marmoro de Pone 1588 fertiggestellt worden. Das Portal, vermutlich auch die beiden Vorbauten, entstanden im 17. Jahrhundert, die Fassadengliederung geht auf das 18. Jahrhundert zurück. Der Renaissancehof mit den zweigeschoßigen Arkaden und die Steinsäulen in toskanischer Ordnung dokumentieren den Einfluss italienischer Baumeister in der Stadt.
Die damalige Museumsleiterin und Archivpflegerin Notburga Huiber, welche die Sammlung über Jahrzehnte durch eigenes Engagement erweitert hatte, erfuhr bei der Neugestaltung des Museums große Unterstützung von Seiten des Landesmuseums Joanneum. Am 19. Juni 1955 konnte die Institution schließlich unter Bürgermeister Alfred Merlini in der Emmenstraße 9 als Kulturhaus mit Bücherei und Musikschule eröffnet werden. Der damalige Unterrichtsminister Dr. Heinrich Drimmel lobte das Haus als das „reichhaltigste und bestorganisierte Provinzmuseum“.
Die ständige Ausstellung 1982
Die Sammlung des Radkersburger Stadtmuseums wuchs in den Folgejahren zusehends und erhielt auch die vor- und frühgeschichtlichen Funde sowie bäuerlichen Hausrat aus dem ehemaligen Heimatmuseum Tieschen. 1982 kam es zur Erweiterung der Ausstellung.
Im Jahr 1998 wurde das Museum unter der Leitung von Univ.- Prof. Dr. Karl Stocker (BISDATO – Büro für historische Recherche) und der Leiterin des Museums Mag. Beatrix Vreča in Form eines interdisziplinären studentischen Projekts der Universität/Gesamthochschule Kassel einer Neugestaltung und Neukonzeptionierung unterzogen. Daran waren maßgeblich auch der ehemalige Leiter des Museums Heimo Witsch, der Landschaftsplaner Ing. Dieter Voegelin, die Dipl. Restauratorin und Künstlerin Erika Thümmel, der Gestalter Thomas Hamann sowie die Architektin Kerstin Gerland beteiligt. Seit damals trägt das Museum den Namen „Museum im alten Zeughaus“, welches im Jahr 2001 einen Anerkennungspreis im Rahmen des Österreichischen Museumspreises erhielt. Viele haben dazu beigetragen, dass das Museum auch heute noch eine Visitenkarte der Stadt und der Region ist.

## Auszeichnungen
- 2000 Österreichischer Museumspreis: Anerkennungspreis